# أجنحة منكسرة
أجنحة منكسرة (بالفرنسية: Ailes brisées)‏ فيلم مغربي من إنتاج دوزيم سنة 2004، ومن إخراج عبد المجيد رشيش وبطولة كل من رشيد الوالي، فاطمة خير، عائشة ماهماه، هشام الوالي، محمد المروازي.
الفيلم حاز على جائزة أفضل فيلم عربي بمهرجان دمشق السينمائي الدولي.

## القصة
الفيلم اجتماعي يعالج بعض قضايا المجتمع المغربي عبر قصة طفل ذو 4 سنوات يضيع من والدي، ليصل لامرأة تدعى رحمة فتعتني به وتُربيه تحت كنفها كابن لها، لكن الأمور تتغير وتتصاعد الأحداث من جديد بعد أن ظهر والداه الحقيقيان بعد مرور 17 سنة على ضياعه.